# Cinzia Colaiacomo
Cinzia Colaiacomo est une karatéka italienne née le 14 mars 1963 à Rome. 
Elle est surtout connue pour avoir remporté l'épreuve de kata individuel féminin aux championnats d'Europe de karaté 1994 organisés à Birmingham, au Royaume-Uni.

## Résultats
| Résultat           | Date          | Épreuve         | Catégorie | Compétition                | Ville hôte                    |
| ------------------ | ------------- | --------------- | --------- | -------------------------- | ----------------------------- |
| Médaille de bronze | 1991          | Kata par équipe | Seniors   | Championnats d'Europe 1991 | Hanovre, en Allemagne         |
| Médaille d'argent  | 1992          | Kata par équipe | Seniors   | Championnats d'Europe 1992 | Bois-le-Duc, aux Pays-Bas     |
| Médaille de bronze | 1993          | ?               | Seniors   | Championnats d'Europe 1993 | Prague, en République tchèque |
| Médaille d'or      | 1994          | Kata individuel | Seniors   | Championnats d'Europe 1994 | Birmingham, au Royaume-Uni    |
| Médaille d'argent  | Décembre 1994 | Kata individuel | Seniors   | Championnats du monde 1994 | Kota Kinabalu, en Malaisie    |
| Médaille d'argent  | Décembre 1994 | Kata par équipe | Seniors   | Championnats du monde 1994 | Kota Kinabalu, en Malaisie    |
| Médaille de bronze | Mai 1995      | Kata individuel | Seniors   | Championnats d'Europe 1995 | Helsinki, en Finlande         |
| Médaille de bronze | Août 1997     | Kata individuel | Seniors   | Jeux mondiaux 1997         | Lahti, en Finlande            |